# Claude Noisot
Claude Noisot (Auxonne 1787 - Fixin 1861), est un officier de la vieille garde impériale de l'empereur Napoléon Ier. Défenseur de la mémoire de l'empereur Napoléon Ier, il fonde et aménage le Musée Napoléon Ier et Parc Noisot de Fixin en Bourgogne au XIXe siècle.

## Biographie
Claude Noisot nait le 5 septembre 1787 à Auxonne. Fils de Jacques Noisot (modeste perruquier) et de Françoise Malharbet. 
En 1808, il s’engage dans le régiment des fusiliers-grenadiers de la Garde impériale jusqu’en 1814 où il finit avec le grade de capitaine de la Vieille Garde.
En 1814 il accompagne l'empereur Napoléon Ier dans son premier exil dans la Principauté de l'île d'Elbe en tant que sous-adjudant-major du « bataillon Napoléon » de l'île d'Elbe.

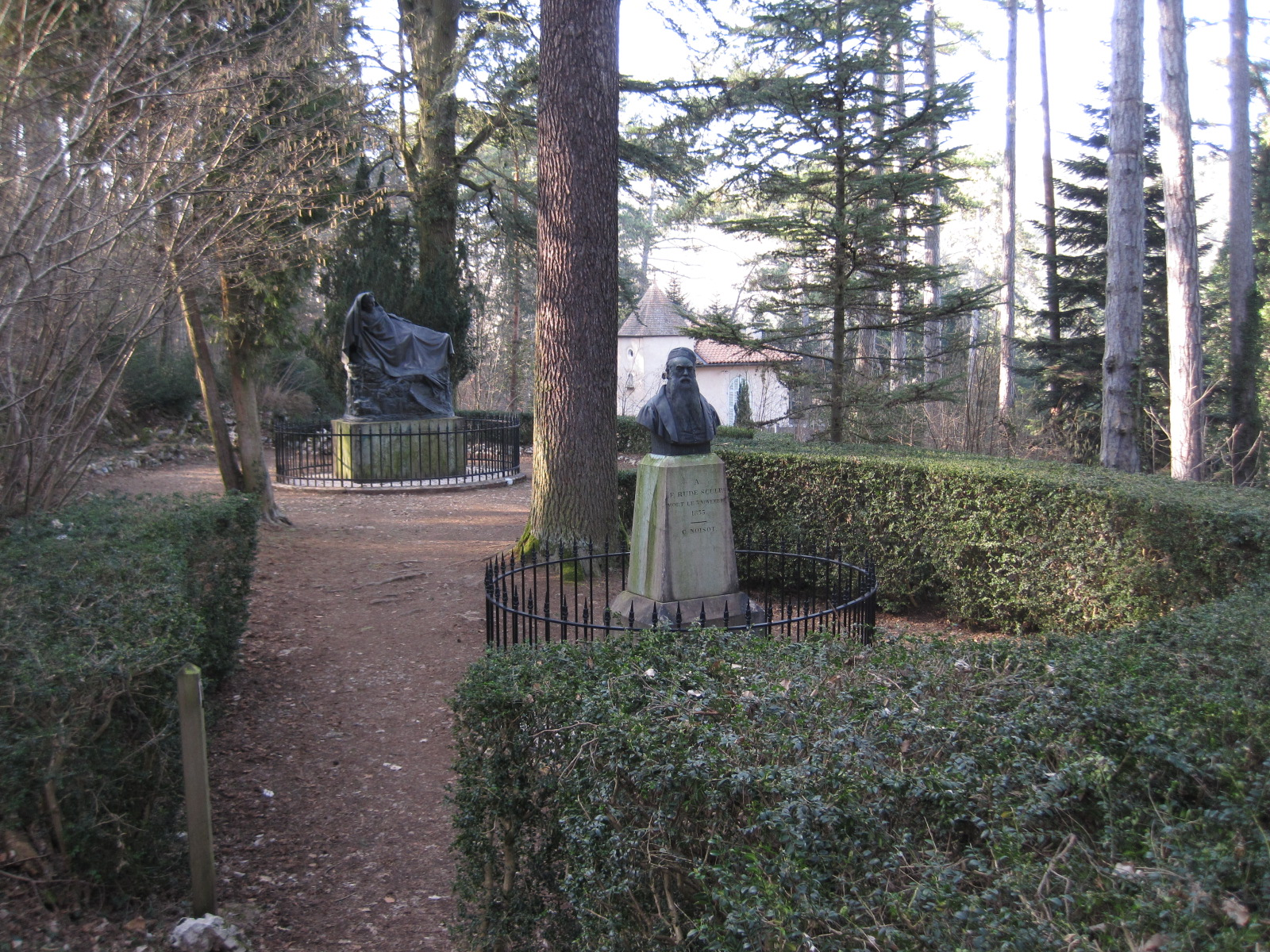
« Parc Noisot » à Fixin
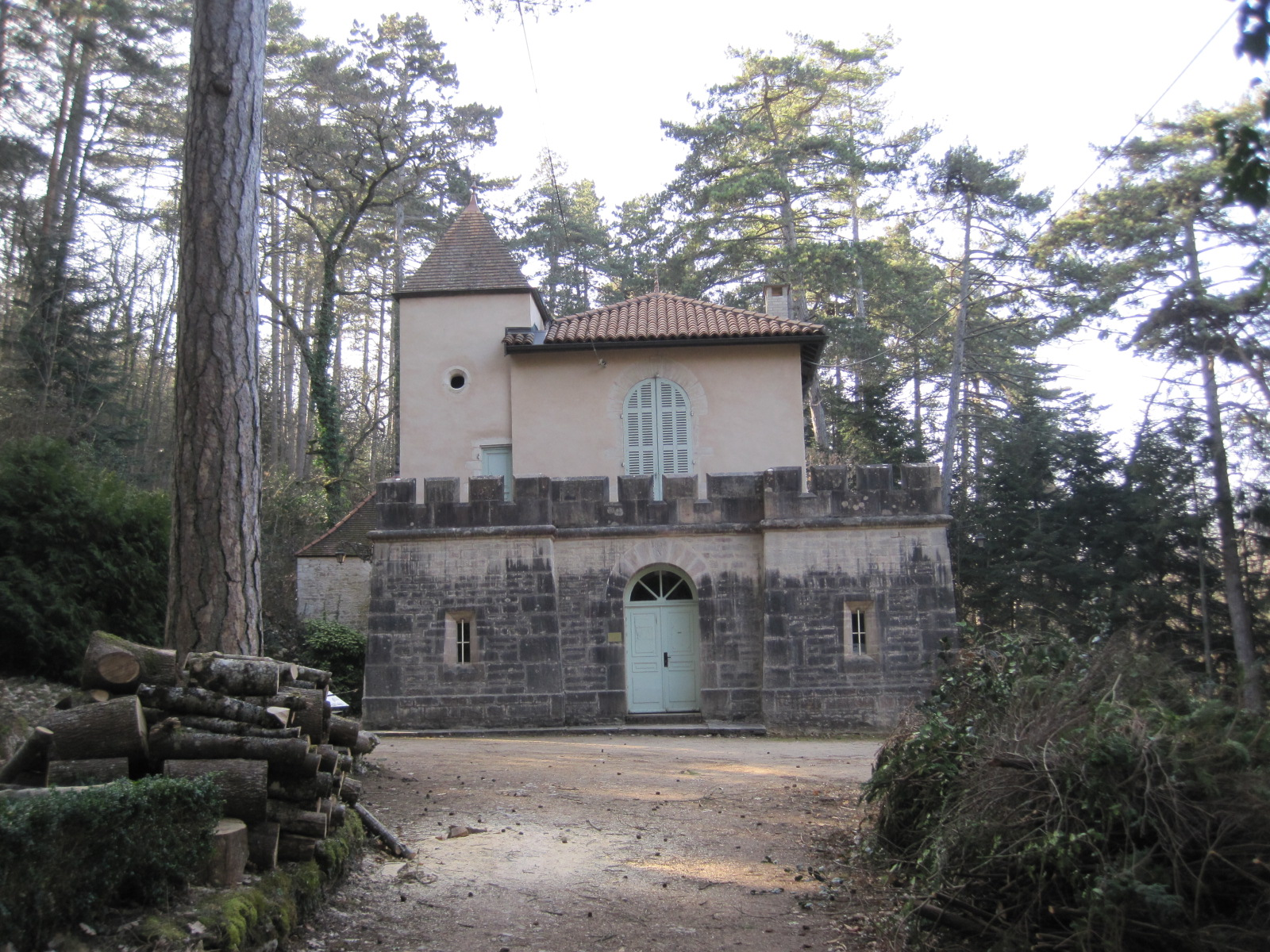
« Musée Napoléon Ier »
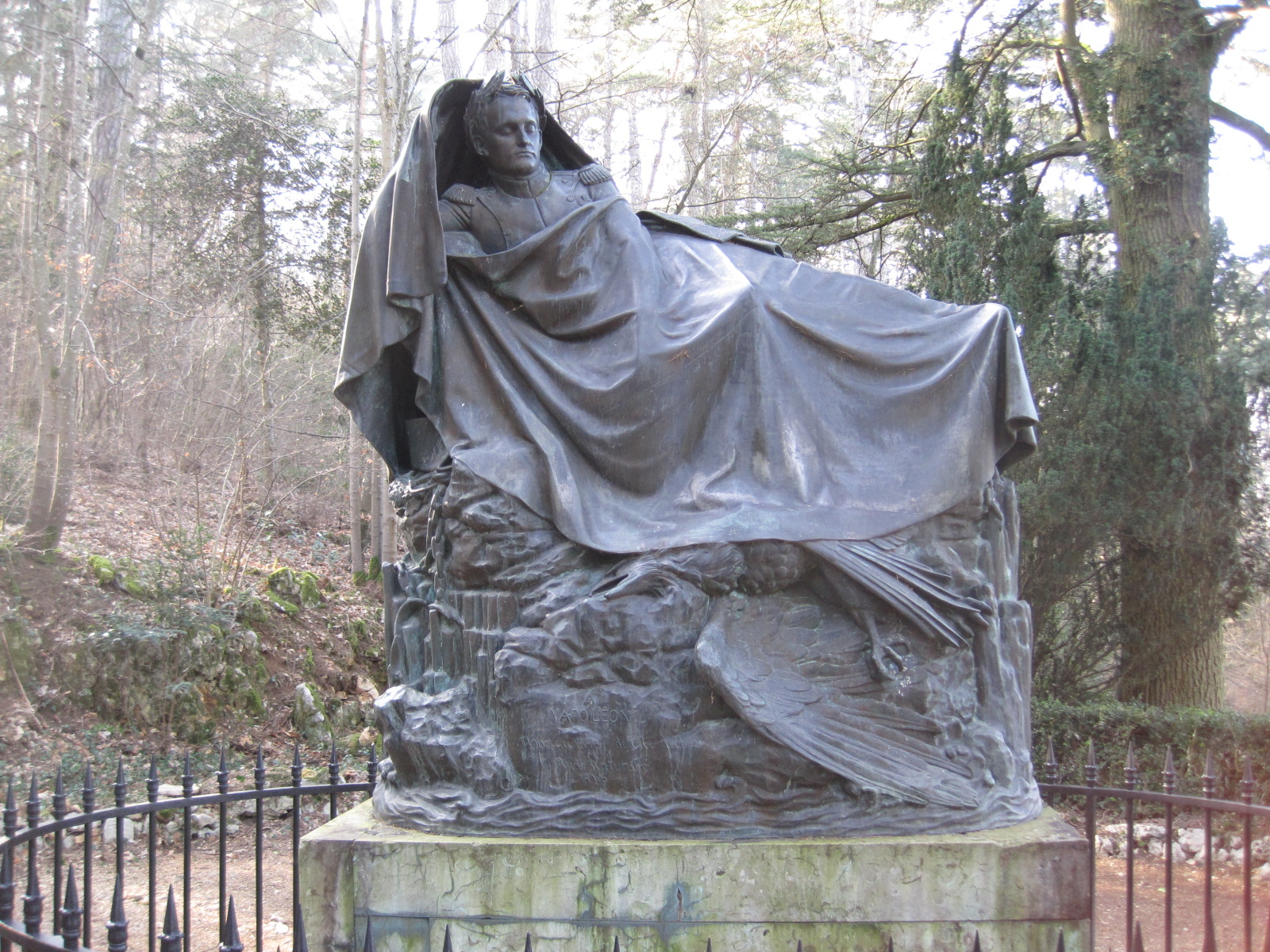
Le Réveil de Napoléon par François Rude

En 1815 âgé de 28 ans, en tant qu'officier de l’Empire, il est rendu inactif par la première Restauration après la campagne de Belgique (dernière des guerres napoléoniennes qui marque la fin du premier Empire). Après sept campagnes, deux blessures et le grade d'Officier de la Légion d'Honneur, il devient miniaturiste à Paris.
En 1830, il est nommé au commandement de la garde nationale et participe au retour des cendres de Napoléon Ier à l'Hôtel des Invalides de Paris. 
En 1835, il prend sa retraite à Fixin en Bourgogne où son épouse Nicole Vienot (qu'il a épousée en 1830) possède des vignes. Il achète 5 ha de terrain sur les hauteurs du village et y fait aménager le « Musée et Parc Noisot », planté entre 1830 et 1840 de pin laricio de Corse (en hommage à l'Empereur), avec fortins, bastion, pavillon. Il crée à proximité le « Clos Napoléon » et fait réaliser en 1847, une statue en bronze par son ami et sculpteur dijonnais François Rude, nommée « Napoléon s'éveillant à l'immortalité » ou « Réveil de Napoléon » en hommage à l'Empereur. Elle représente Napoléon Ier enchaîné à son rocher de Sainte-Hélène qui reprend vie pour se libérer. Le musée est inauguré le 19 septembre 1847, par Louis-Napoléon Bonaparte.
En 1858, l'empereur Napoléon III lui décerne la médaille de Sainte-Hélène et le sculpteur Paul Cabet réalise son buste.
Disparu sans descendant à Fixin le 14 avril 1861, Claude Noisot veut être enterré debout « sabre au clair » face à la statue de l'Empereur pour pouvoir la regarder pour l'éternité mais la roche trop dure ne permet pas de réaliser cette dernière volonté et il est enterré couché plus loin dans son parc avec pour épitaphe : « Un soldat de Napoléon Ier XIV AVRIL MDCCCLXI ». Le buste en bronze de sa sépulture est de Paul Cabet.

## Distinctions
- Officier de la Légion d'honneur
- Médaille de Sainte-Hélène (1858)